# ジェシー・ウッドロウ・ウィルソン・セイアー
ジェシー・ウッドロウ・ウィルソン・セイアー（Jessie Woodrow Wilson Sayre, 1887年8月28日 - 1933年1月15日）は、第28代アメリカ合衆国大統領ウッドロウ・ウィルソンとその妻エレン・ルイーズ・アクソンの二女である。政治運動家である彼女は女性参政権、社会問題、父が提唱する国際連盟の推進などに精力的に取り組み、マサチューセッツ民主党の勢力として頭角を現した。

## 生涯

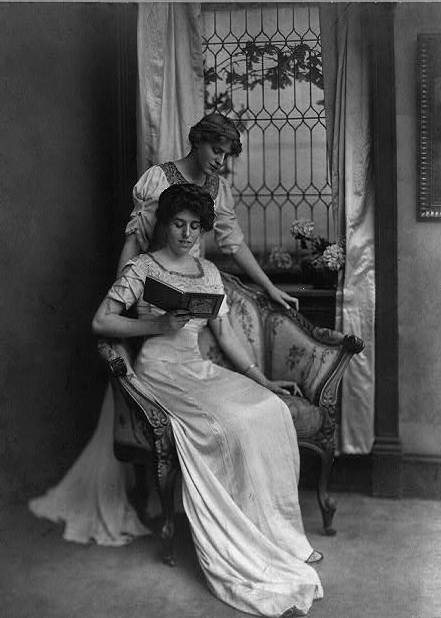
ジェシーと妹のエレノア

ジェシー・ウッドロウ・ウィルソンはジョージア州ゲインズビルでウッドロウとエレン・アクソン・ウィルソンの二女として生まれた。姉のマーガレット、妹のエレノアがいる。彼女はニュージャージー州プリンストンとメリーランド州ボルチモアのガウチャー大学で教育を受けた。彼女はガンマ・ファイ・ベータの会員であった。ガウチャー大学卒業後はフィラデルフィアのセツルメント・ホームで3年間働いた。

### ホワイトハウス時代

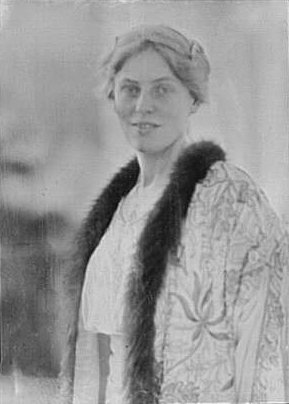
1913年のジェシー

父が大統領に就任してから4ヶ月後の1913年7月、ウィルソン夫妻はジェシーがフランシス・ボウズ・セイアーと婚約したことを発表した。セイアーは1911年にハーバード・ロー・スクールを卒業しており、リーハイ・バレー鉄道の設計者でベスレヘム製鉄所の総支配人のロバート・セイアーの息子であった。婚約当時の彼は地方検事事務所で働いていた。1913年11月25日、史上13例目で1906年のアリス・ルーズベルトとニコラス・ロングワース以来となるホワイトハウスでの結婚式が行われた。
2人はヨーロッパでの新婚旅行から戻るとマサチューセッツ州ウィリアムズタウンに移り、夫はウィリアムズ大学の学長補佐となった。
1915年1月17日、彼女はホワイトハウス内で息子のフランシス・ボウズ・セイアー・ジュニアを出産した。フランシス・ジュニアは後に著名な聖職者となり、また母と同様に社会運動家として活躍した。翌1916年には娘のエレノア・アクソン・セイアー、1919年には二男のウッドロウ・ウィルソン・セイアー（Woodrow Wilson Sayre, 1919年2月22日 - 2002年9月16日）が生まれた。

### マサチューセッツとシャム
第一次世界大戦にセイアー夫妻はマサチューセッツ州ケンブリッジに移り、フランシスはハーバード・ロー・スクールの教授に就任した。マサチューセッツでジェシーは民主党、国際連盟、婦人有権者同盟のために活動した。またキリスト教女子青年会にも所属し、全国理事を務めた。1924年にウッドロウ・ウィルソンが亡くなった際、セイアー夫妻はシャム（現在のタイ）に滞在し、フランシスはシャム王室裁判所で国際法の顧問を務めていた。
1928年に彼女は民主党全国大会で大統領候補のアル・スミスの紹介演説を行った。1929年、彼女は共和党上院議員のフレデリック・H・ジレットの民主党からの対抗馬として名前が挙がっていたが、辞退した。彼女は代わりにマサチューセッツ民主党州委員会の秘書となった。

### 死去
セイアーはマサチューセッツ州ケンブリッジのケンブリッジ病院で腹部の手術を受けた後、45歳で亡くなった。彼女が胆嚢疾患だったとする報道もある一方、緊急の盲腸手術を受けていたとする説も存在する。彼女の死から2年後、女性民主同盟のボストン支部はジェシー・ウッドロウ・セイアー女性民主同盟に改名された。
彼女はペンシルベニア州ベスレヘムのニスキー・ヒル墓地に埋葬された。